# Hadar (Nebraska)
Hadar es una villa ubicada en el condado de Pierce en el estado estadounidense de Nebraska. En el Censo de 2010 tenía una población de 293 habitantes y una densidad poblacional de 285,68 personas por km².

## Geografía
Hadar se encuentra ubicada en las coordenadas 42°6′26″N 97°27′4″O / 42.10722, -97.45111. Según la Oficina del Censo de los Estados Unidos, Hadar tiene una superficie total de 1.03 km², de la cual 1.03 km² corresponden a tierra firme y (0%) 0 km² es agua.

## Demografía
Según el censo de 2010, había 293 personas residiendo en Hadar. La densidad de población era de 285,68 hab./km². De los 293 habitantes, Hadar estaba compuesto por el 97.61% blancos, el 0.34% eran afroamericanos, el 0% eran amerindios, el 0.34% eran asiáticos, el 0% eran isleños del Pacífico, el 0.68% eran de otras razas y el 1.02% pertenecían a dos o más razas. Del total de la población el 1.71% eran hispanos o latinos de cualquier raza.